# استشلنو
استشلنو (به لاتین: Strzelno، تلفظ: [ˈstʂɛlnɔ]) یک شهرک در لهستان است که در شهرستان موگیلنو واقع شده‌است.

## خصوصیات
استشلنو ۴٫۴۶ کیلومترمربع مساحت و ۶٬۰۵۴ نفر جمعیت دارد.